# Claire Williams

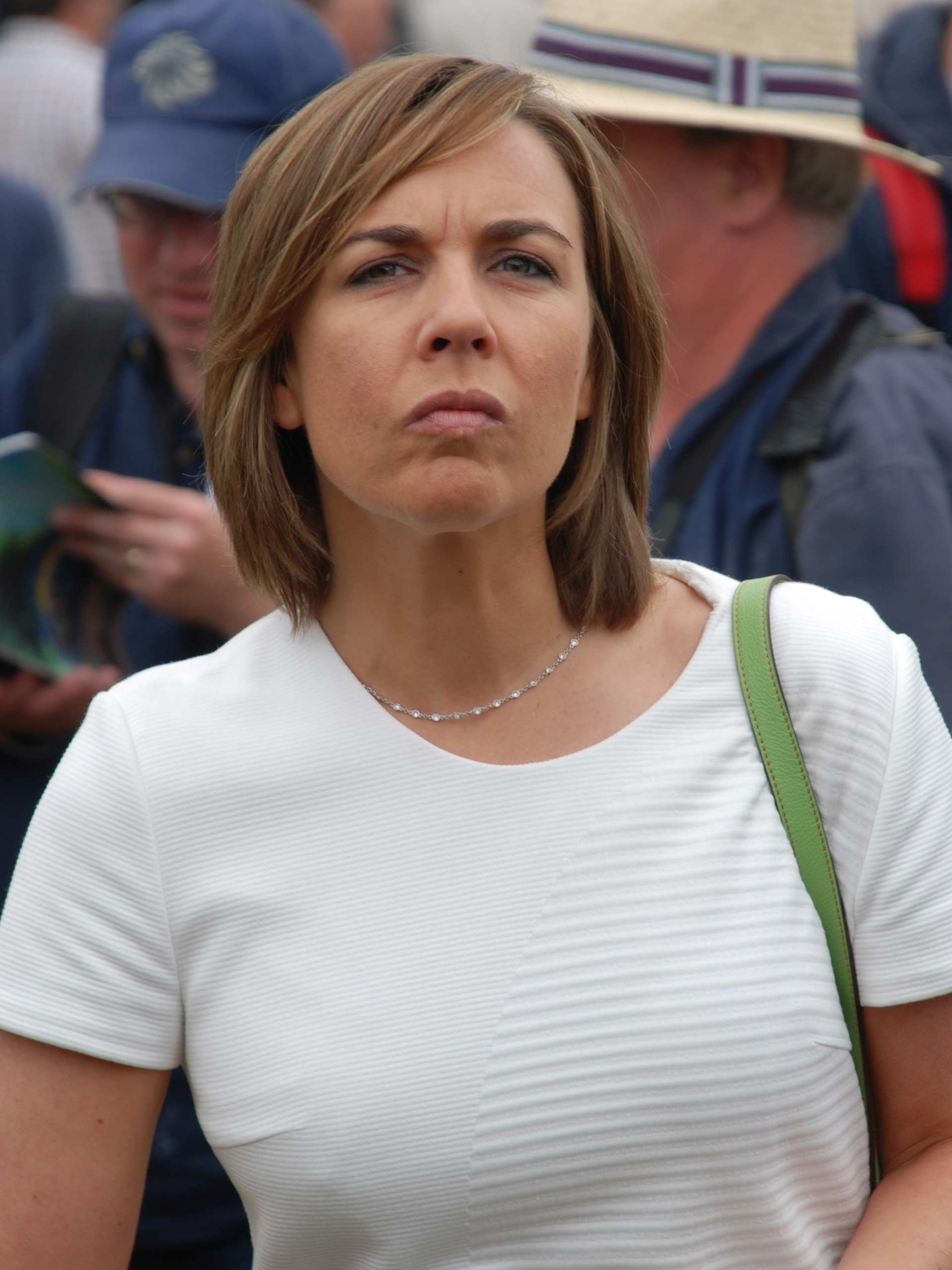
Claire Williams beim Goodwood Festival of Speed 2016

Claire Williams, OBE (* 21. Juli 1976 in Windsor, England) ist die ehemalige stellvertretende Teamchefin des Formel-1-Rennstalls Williams. Sie ist die Tochter des ehemaligen Teamchefs Frank Williams.

## Werdegang

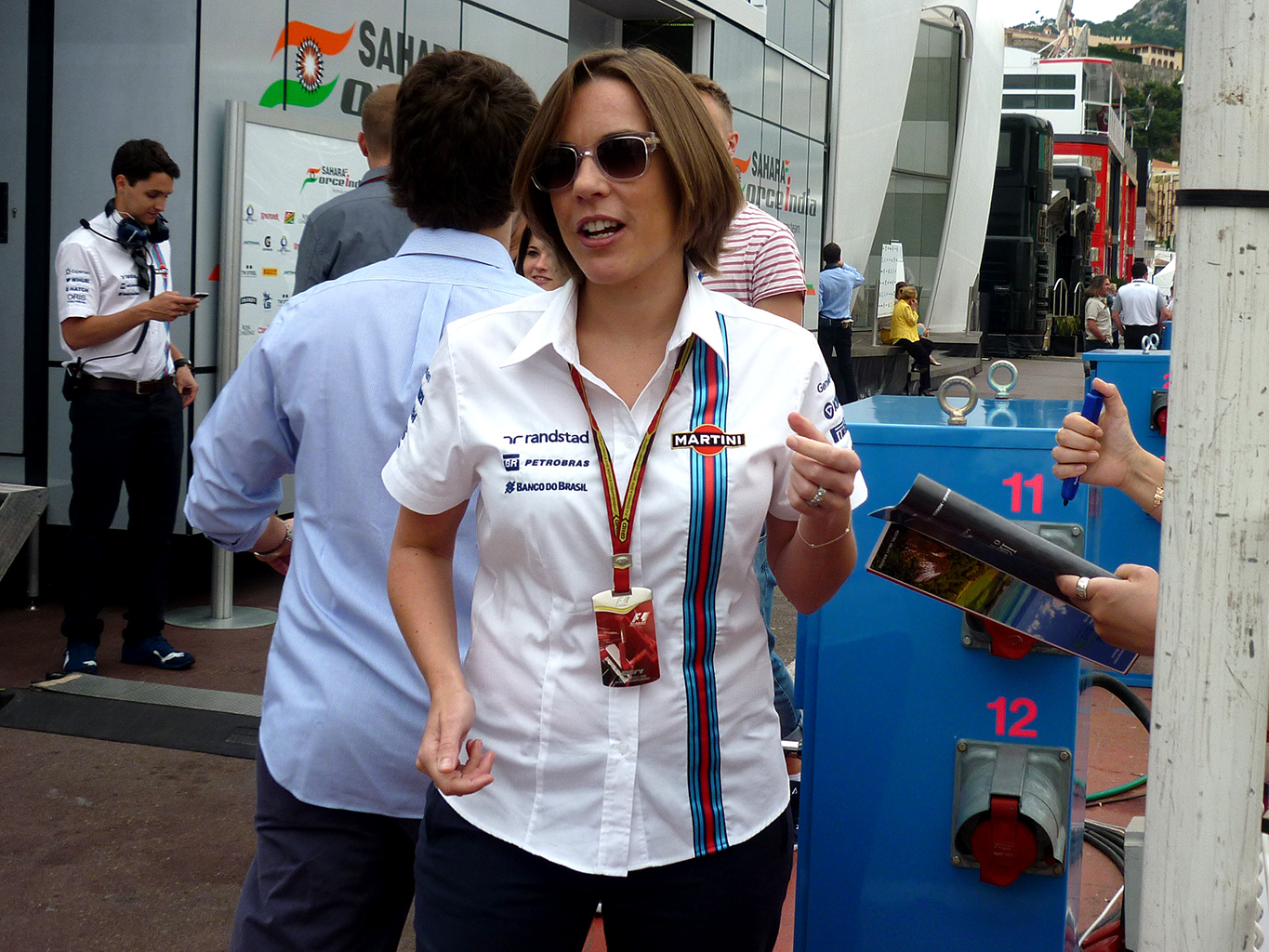
Claire Williams beim Grand-Prix-Rennen in Monaco 2014.

Williams machte 1999 ihren Abschluss in Politikwissenschaft an der Newcastle University und übernahm ein Jahr darauf den Job der Pressesprecherin des Silverstone Circuit. 2002 schloss sie sich dem Team ihres Vaters an und begann ihre Laufbahn in der Kommunikationsabteilung, zu deren Chefin sie 2010 aufstieg. Nach Williams’ Börsengang im Jahr 2011 übernahm Claire zusätzlich die Rolle des Head of Investor Relations. Am 1. April 2012 stieg Williams zur Leiterin der Abteilung Marketing und Kommunikation auf und trat dem Vorstand des Rennstalls bei. Am 27. März 2013 wurde Claire Williams als neue stellvertretende Teamchefin vorgestellt. Schwerpunktartig kümmerte sie sich anfänglich um die Budgetsicherung, später übernahm sie wesentliche Teile des operativen Geschäfts. Im September 2020 gab Williams nach dem Großen Preis von Italien ihren Rücktritt bekannt.

## Privates
Claire Williams ist verheiratet. Im Oktober 2017 brachte sie ihr erstes Kind zur Welt.